# Luzula sylvatica
Espèce
Classification APG III (2009)
Luzula sylvatica, la Luzule des bois ou Grande luzule, est une espèce végétale vivace forestière acidiphile, de la famille des Juncaceae.

## Synonymes
- Juncus maximus Reichard, 1772
- Luzula maxima (Reichard) DC., 1805

## Noms vernaculaires
- Français : Luzule des bois, grande luzule
- Néerlandais : Grote veldbies
- Allemand : Wald-Hainsimse
- Anglais : Greater wood-rush

## Liste des sous-espèces
Selon World Checklist of Selected Plant Families (WCSP) (25 août 2010) :
- Luzula sylvatica subsp. henriquesii (Degen) Pirajá (1951)
- Luzula sylvatica subsp. sicula (Parl.) K.Richt. (1890)
- Luzula sylvatica subsp. sieberi (Tausch) K.Richt. (1890)
- Luzula sylvatica subsp. sylvatica

## Protection
Cette espèce est protégée en Île-de-France et dans le Nord-Pas-de-Calais.

## Galerie de photographies

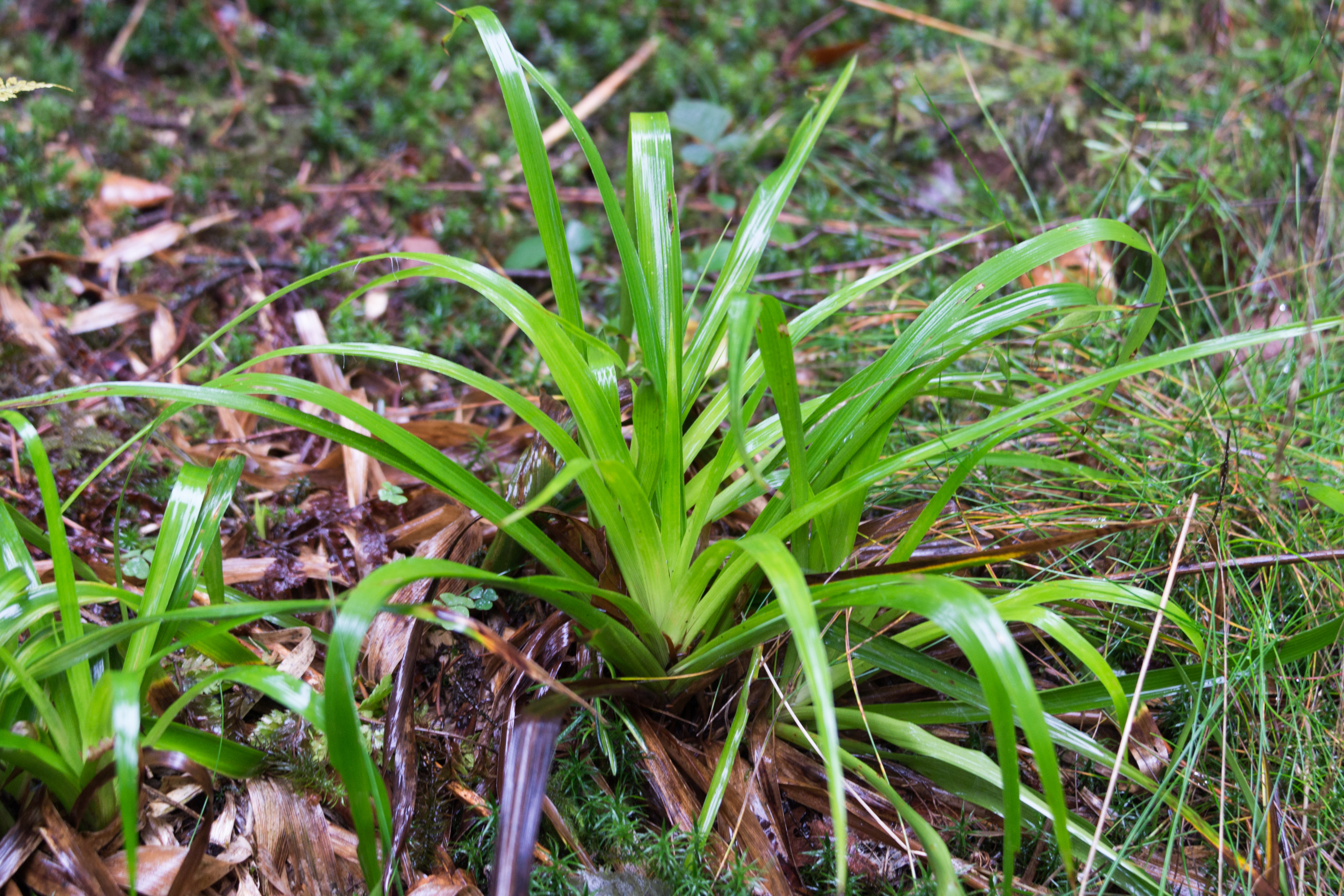
Un pied de grande luzule.
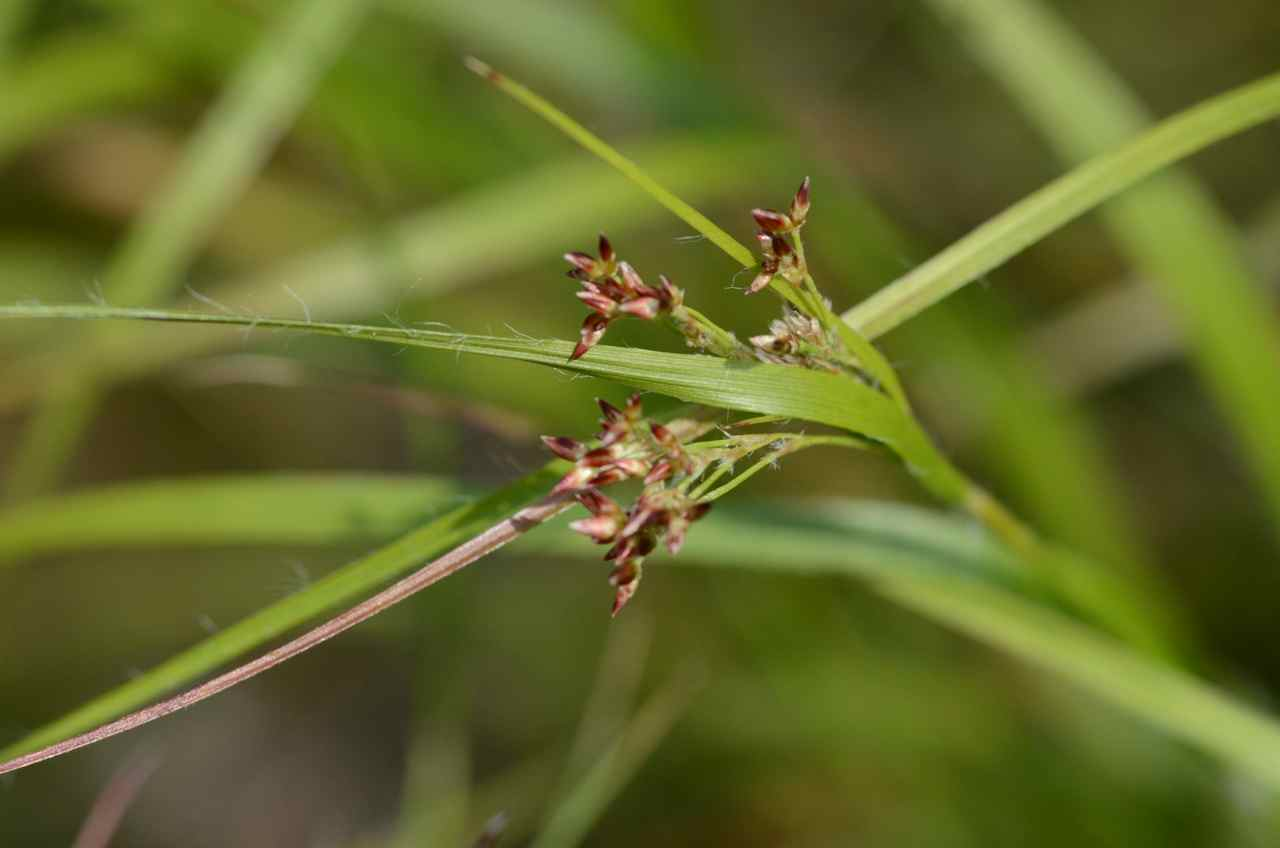
Détail d’une inflorescence.
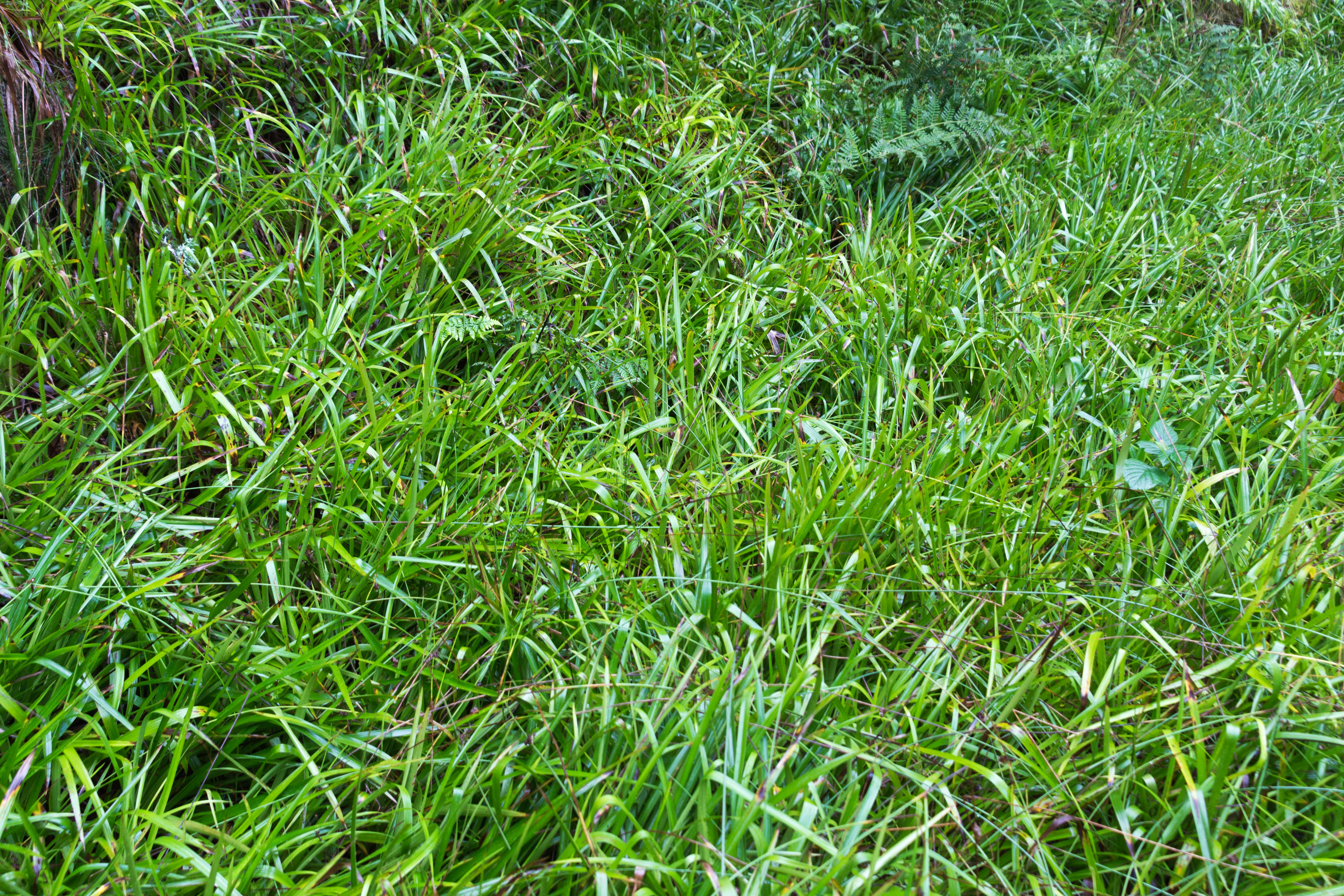
En conditions favorables — sol acide, environnement humide et ombragé —, cette luzule peut rapidement former des peuplements denses.